# Phausis nigra
Phausis nigra là một loài bọ cánh cứng trong họ Đom đóm (Lampyridae). Loài này được Hopping miêu tả khoa học năm 1937.